# Herreruelo

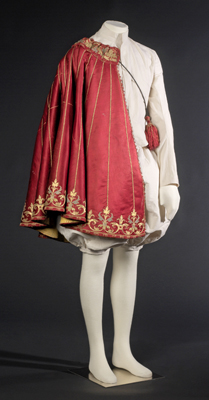
Herreruelo conservat al Museu Tèxtil i d'Indumentària de Barcelona (DHUB). Aquest exemplar (Valladolid?, segona meitat del) procedeix d'una casa senyorial de Valladolid, i està fet amb seda, or, plata i lli. Teixit, passamaneria i brodat

Un herreruelo és una peça de vestit masculí del segle xvi, utilitzada per cobrir-se, d'igual tipologia que la capa, utilitzada especialment en la indumentària cortesana. L’herreruelo acostuma a ser de forma semicircular, amb un coll vertical, tallat a part, i cosit a l'escot, segons consta en els patrons del sastre Juan de Alcega (1580). Els documents de l’època i els llibres de sastreria contemporanis, com el d’Alcega i el de Francisco de la Rocha Burguen (1611) indiquen que utilitzaven indistintament les grafies herreruelo i ferreruelo.